# Deinopis longipes
Espèce
Deinopis longipes est une espèce d'araignées aranéomorphes de la famille des Deinopidae.

## Distribution
Cette espèce se rencontre du Panama au Mexique.

## Description
Le mâle holotype mesure 19 mm et la femelle paratype 25 mm. Le mâle décrit par Chickering en 1963 mesure 16,282 mm et la femelle 24,7 mm.

## Publication originale
- F. O. Pickard-Cambridge, 1902 : Arachnida - Araneida and Opiliones. Biologia Centrali-Americana, Zoology, London, vol. 2, p. 313-424 (texte intégral).